# Socorro (Goa)
Socorro (nota anche come Serula) è una suddivisione dell'India, classificata come census town, di 10.171 abitanti, situata nel distretto di Goa Nord, nel territorio federato di Goa. In base al numero di abitanti la città rientra nella classe IV (da 10.000 a 19.999 persone).

## Geografia fisica
La città è situata a 15° 31' 60 N e 73° 49' 60 E e ha un'altitudine di 62 m s.l.m..

## Società

### Evoluzione demografica
Al censimento del 2001 la popolazione di Socorro assommava a 10.171 persone, delle quali 5.160 maschi e 5.011 femmine. I bambini di età inferiore o uguale ai sei anni assommavano a 1.071, dei quali 552 maschi e 519 femmine. Infine, coloro che erano in grado di saper almeno leggere e scrivere erano 7.918, dei quali 4.193 maschi e 3.725 femmine.